# États généraux de l'alimentation
Pour les articles homonymes, voir EGA.

Visuel d'EGalim

En France, les États généraux de l'alimentation (abrégés en EGA ou en ÉGAlim) sont des assemblées des représentants de toutes les parties prenantes de l'alimentation des différentes filières agricoles sous tous ses aspects qualitatifs, quantitatifs et sécuritaires du producteur au consommateur via la transformation, la distribution des produits et les pouvoirs publics.
Il y a eu deux éditions des ÉGAlim, celle du Premier ministre Lionel Jospin en 2000 et celle du président Emmanuel Macron en 2017.
En 2018, la loi pour l'équilibre des relations commerciales dans le secteur agricole et alimentaire et une alimentation saine, durable et accessible à tous est issue des États généraux de l'alimentation de 2017.

## États généraux de l'alimentation 2000
Les premiers états généraux de l'alimentation sont présentés le 21 octobre 1999 à Bercy par le Premier ministre Lionel Jospin.
Ce colloque national réuni l'ensemble des interlocuteurs concernés par la qualité et la sécurité de l'alimentation, à l'exception de la grande distribution.
Les EGA débutent officiellement le 17 octobre 2000 et sont clôturés par le Premier ministre à l'arche de la Défense le 13 décembre 2000.
L'apparition de la maladie de la vache folle (ESB) une semaine après le lancement officiel des EGA 2000 change le contenu des débats.

### Participants
Sont réunis les représentants des consommateurs, agriculteurs et pouvoirs publics.
- Le ministère de l'Agriculture et de la Pêche, ministre Jean Glavany
- Les secrétariats d'État chargés de la Consommation et de la Santé, secrétaires d'État François Patriat et Dominique Gillot
- Étude d'opinion Ipsos[3]
- Débats publics organisés dans toute la France par trois associations de consommateurs[Lesquelles ?]
- Ateliers de travail
- Les pré-forums, organisés par la mission Agrobiosciences[4] de l'Institut national de la recherche agronomique
- Forums régionaux, 1500 participants à Lyon, Lille, Nantes, Toulouse et Marseille.

### Constats et décisions

#### Constats
Lionel Jospin fait un discours de clôture en donnant les grandes lignes des informations remontées par les différents intervenants.
Le constat est une demande accrue d'information sur la qualité et la sécurité alimentaire.

#### Décisions
Les décisions annoncées sont la création en 2001 d'un portail interministériel sur l'Alimentation.
L'effort d'information sera amplifié par l'appui du gouvernement sur le Conseil national de l'alimentation, relais des associations de consommateurs, organisations représentatives des agriculteurs, entreprises de l'alimentation, distribution, restauration et syndicats de salariés des filières agro-alimentaires.

##### Objectifs
1. Améliorer l'information du public sur les produits.
2. Renforcer la transparence des données relatives à la sécurité alimentaire.
3. Développer les débats publics sur l'alimentation.

## États généraux de l'alimentation 2017
Les États généraux de l'alimentation 2017 promis par le candidat Macron débutent le 20 juillet 2017 par le Président Emmanuel Macron et le Premier ministre Édouard Philippe.
Les parties prenantes, producteurs, distributeurs, consommateurs, réglementation doivent proposer des modèles de production et de nutrition dans le respect sanitaire, économique et écologique.
Le Premier ministre entame les EGA fin août et les clôt le 21 décembre.

### Lancement

#### Les ateliers
Au lancement des EGA le Premier ministre annonce deux chantiers et 14 ateliers :
1. Mieux répondre aux attentes des consommateurs quant aux qualités nutritionnelles et environnementales, d'ancrage territorial, de bien-être animal et d'innovations
2. Développer les initiatives locales et créer des synergies
3. Développer la bioéconomie et l’économie circulaire
4. Conquérir de nouvelles parts de marché sur les marchés européens et internationaux et faire rayonner l’excellence du modèle alimentaire et le patrimoine alimentaire français en France et à l'international
5. Rendre les prix d’achat des produits agricoles plus rémunérateurs pour les agriculteurs
6. Adapter la production agricole aux besoins des différents marchés et aux besoins des transformateurs
7. Améliorer les relations commerciales et contractuelles entre les producteurs, les transformateurs et les distributeurs
8. Assurer la sécurité sanitaire de l’alimentation française dans une économie agroalimentaire mondialisée et dans un contexte de changement climatique tout en prévenant les contaminations chimiques
9. Faciliter l'adoption par tous d'une alimentation favorable à la santé
10. Lutter contre le gaspillage alimentaire
11. Réussir la transition écologique et solidaire de notre agriculture en promouvant une alimentation durable
12. Lutter contre l'insécurité alimentaire, s'assurer que chacun puisse avoir accès à une alimentation suffisante et de qualité en France et dans le monde
13. Renforcer l’attractivité des métiers de l’agriculture et des filières alimentaires et développer la formation
14. Préparer l’avenir : quels investissements, quel accompagnement technique, quelle recherche pour une plus grande performance environnementale, sanitaire, sociale et économique

#### Débat public sur l'alimentation
Parallèlement aux ateliers, est lancée une consultation publique du 16 août au 17 novembre 2017. Trois thèmes structurent cette consultation : la chaîne de production et le revenu des producteurs, la sécurité sanitaire et le respect de l'environnement, la compétitivité à l'international. Le Débat public sur l'alimentation est organisé par le Conseil général de l'alimentation, de l'agriculture et des espaces ruraux (CGAAER).

### Constats et décisions
Les 14 ateliers se sont déroulés sur trois mois, comptabilisant 75 réunions et 163 000 votes.
Le chef du gouvernement annonce une loi par ordonnance pour revoir les conditions de marché entre agriculteurs et distributeurs, une augmentation proportionnelle sur le terrain et en production du bio et la régulation des pesticides.
La loi doit permettre la restriction des promotions et une meilleure répartition de la valeur ajoutée.
Des mesures expérimentales de lutte contre la vente à perte, et l'encadrement des promotions abusives seront suivies pendant deux ans.
La loi a aussi pour objectif de passer les produits bio, locaux ou écologiques dans la restauration collective d'ici à la fin du quinquennat à 50 %.
La recherche va être amplifiée pour trouver des alternatives aux produits phytosanitaires comme le glyphosate tout en évitant les distorsions de concurrence notamment pour les grandes cultures.
La loi prévoira un délit de maltraitance animale dans les abattoirs et les transports d'animaux.
Extension aux cantines scolaires de l'obligation de donner des excédents alimentaires à des associations.
En mai 2018, les filières ont transmis 27 plans au ministère de l'Agriculture.
Le ministère de l'Agriculture provoque au Quai d'Orsay en juillet 2018 une première réunion de la commission internationale agricole et agroalimentaire conformément à l'objectif de l'atelier 4.
Le Président de la République reçoit les cinq principaux syndicats, la Fédération nationale des syndicats d'exploitants agricoles (FNSEA), les Jeunes Agriculteurs, la Coordination rurale, la Confédération paysanne et le Mouvement de défense des exploitants familiaux, le 21 juillet 2018 pour annoncer sa volonté de faire aboutir la principale revendication des agriculteurs sur la fixation des prix à partir du coût de production.

### Application
La présidente du principal syndicat agricole, Christiane Lambert[Lequel ?], dénonce la réticence des distributeurs à appliquer les engagements pris lors d'Egalim à déterminer le prix de vente à partir du coût de production. Elle compte sur la loi à venir[Laquelle ?] pour faire respecter ces engagements.

Le mécontentement du monde agricole de janvier 2024 et février 2024 remet dans le débat l'application de la loi.

### Loi pour l'équilibre des relations commerciales dans le secteur agricole et alimentaire et une alimentation saine, durable et accessible à tous
Le projet de loi alimentation découlant des EGA est adopté par la Commission des affaires économiques du Sénat le 20 avril 2018.
Le 30 mai 2018, c'est au tour de l'Assemblée nationale d'adopter le projet en première lecture puis accepté et modifié par le Sénat le 3 juillet 2018.
Le manque d'accord de la commission mixte paritaire sur une version commune des députés et sénateurs renvoie le passage du projet en septembre 2018.
Depuis la loi Egalim adoptée en janvier, il était interdit aux distributeurs d’accorder plus de 34 % de réduction sur tout produit. Après cela, plusieurs foires du vin ont eu lieu, ce qui est un moment crucial pour que les détaillants puissent réaliser des bénéfices. Cependant, en raison de la loi, les ventes sont tombées en dessous d’un milliard d’euros. Le vin et surtout le Champagne, ayant réalisé près du tiers de ses ventes avec des promotions supérieures à 34 % en 2018, ont été les plus durement touchés.